# Офу (аэропорт)
Аэропорт Офу (англ. Ofu Airport; ИАТА: OFU, ИКАО: NSAS, FAA LID: Z08) — гражданский аэропорт, расположенный в 2 км к юго-востоку от посёлка Офу на одноимённом острове в составе Американского Самоа, невключённой неорганизованной территории США.
Аэропорт был построен в 1974 году, а ВПП была перемещена на нынешнее место в 1986 году.

## Описание
Аэропорт Офу покрывает площадь в 7,3 га.
Имеет одну ВПП с номером 8/26, размерами 610 на 18 м, покрытую бетоном. Она расположена рядом и параллельна с главной прибрежной дорогой. На дороге есть барьеры, останавливающие движение транспорта за 10 минут до посадки и после взлёта летательных средств. ВВП не освещена; единственные навигационные средства — два ветроуказателя.
Согласно информации ФАА, за 12-месячный период, закончившийся 30 декабря 2004 года, в аэропорту были выполнены 1944 воздушных операций (в среднем по 5 в день), 100 % из которых были операциями воздушных такси.

## Направления
| Авиакомпания  | Точки назначения |
| ------------- | ---------------- |
| Samoa Airways | Паго-Паго        |